# Lake Camelot (Wisconsin)
Lake Camelot es un lugar designado por el censo ubicado en el condado de Adams en el estado estadounidense de Wisconsin. En el Censo de 2010 tenía una población de 826 habitantes y una densidad poblacional de 72,63 personas por km².

## Geografía
Lake Camelot se encuentra ubicado en las coordenadas 44°13′3″N 89°45′39″O / 44.21750, -89.76083. Según la Oficina del Censo de los Estados Unidos, Lake Camelot tiene una superficie total de 11.37 km², de la cual 9.77 km² corresponden a tierra firme y (14.05%) 1.6 km² es agua.

## Demografía
Según el censo de 2010, había 826 personas residiendo en Lake Camelot. La densidad de población era de 72,63 hab./km². De los 826 habitantes, Lake Camelot estaba compuesto por el 98.43% blancos, el 0.12% eran afroamericanos, el 0.12% eran amerindios, el 0.73% eran asiáticos, el 0.12% eran isleños del Pacífico, el 0% eran de otras razas y el 0.48% pertenecían a dos o más razas. Del total de la población el 0.73% eran hispanos o latinos de cualquier raza.